# Rozkład jedności
Rozkład jedności – pojęcie używane w matematyce m.in. w topologii, analizie oraz geometrii różniczkowej.

## Definicja
Rodzinę {\displaystyle \{f_{s}\}_{s\in S}} funkcji ciągłych {\displaystyle f_{s}\colon X\to [0,1]} określonych na przestrzeni topologicznej {\displaystyle X} nazywamy rozkładem jedności, o ile dla każdego {\displaystyle x\in X} zachodzi {\displaystyle \sum \limits _{s\in S}f_{s}(x)=1.} Z warunku tego wynika w szczególności, że przy ustalonym {\displaystyle x\in X} zbiór {\displaystyle \{s\in S:f_{s}(x)\neq 0\}} jest przeliczalny.

## Rodzaje rozkładów jedności
- Jeżeli pokrycie {\displaystyle \{f_{s}^{-1}((0,1])\}_{s\in S}} przestrzeni {\displaystyle X} jest lokalnie skończone, to mówimy, że taki rozkład jedności jest lokalnie skończony.
- Jeżeli pokrycie {\displaystyle \{f_{s}^{-1}((0,1])\}_{s\in S}} jest wpisane w pokrycie {\displaystyle {\mathcal {U}}} przestrzeni {\displaystyle X,} to mówimy, że rozkład jedności {\displaystyle \{f_{s}\}_{s\in S}} jest drobniejszy od pokrycia {\displaystyle {\mathcal {U}}}[1].

## Zastosowania
- Ważnym w topologii zastosowaniem rozkładów jedności jest charakteryzacja przestrzeni parazwartych. Dokładniej, dla {\displaystyle T_{1}}-przestrzeni {\displaystyle X} następujące warunki są równoważne:

a) Przestrzeń {\displaystyle X} jest parazwarta.
b) Dla każdego pokrycia otwartego przestrzeni {\displaystyle X} istnieje drobniejszy od niego lokalnie skończony rozkład jedności.
c) Dla każdego pokrycia otwartego przestrzeni {\displaystyle X} istnieje drobniejszy od niego rozkład jedności.